# 1970
1970 (MCMLXX) fon un any començat en dijous.

## Esdeveniments
- 1 de gener: A les 0 h, 0 minuts i 0 segons, comença la Hora Unix (o Època o Era Unix) utilitzada per la majoria de sistemes informàtics.
- 12 de gener: La Guerra de Biafra, finalitza amb la capitulació de Biafra.[1]
- 23 de gener: Els governs del Perú i Colòmbia donen a conèixer la seva decisió de defensar els seus drets per fixar l'extensió dels seus mars territorials.
- 23 de febrer, Georgetown (Guyana): El governador general britànic proclama el naixement de la República de Guyana, amb sir Edward Luckhoo com a president.
- 5 de març: Entra en vigor el Tractat de No Proliferació Nuclear després de ser ratificat per 43 estats.
- 19 de març: Sabadell: s'estrena la versió coreogràfica del Ball de Gitanes de Rubí, d'Albert Sans, al Teatre la Faràndula.[2]
- 9 d'abril, Xile: Salvador Allende es converteix en el primer polític socialista d'Amèrica del Sud que guanya unes eleccions presidencials.
- 10 d'abril: George Harrison anuncia la dissolució del grup The Beatles.
- 11 d'abril, Cap Canaveral, Estats Units: S'enlaira l'Apollo 13. Aquest coet tindrà un accident dos dies després, tot i que la tripulació aconseguirà fer tornar la nau a la Terra.[3]
- 17 d'abril: Pacífic Sud, Samoa Americana: Retornen a la Terra els tripulants de la nau Apollo 13, després d'un viatge accidentat i de moltes hores d'angoixa i incertesa.[4]
- 29 d'abril: Tropes nord-americanes i sud-vietnamites envaeixen Cambodja en recerca de guerrillers vietcongs.
- 9 de maig, Estats Units: Cent mil persones protesten contra la Guerra del Vietnam.
- 31 de maig, Ciutat de Mèxic: Inauguració del Mundial de Futbol de 1970 en la que selecció del Brasil serà el campió.
- 21 de juny: Inauguració de la Presa d'Asuan, en Egipte.
- 3 de juliol: Accident aeri del Montseny de 1970, un avió provinent de Manchester amb destí a l'aeroport del Prat de Barcelona, s'estavellà contra el cim de les Agudes del massís del Montseny, prop d'Arbúcies.
- 14 d'agost, Gironaː S'inaugura l'Estadi Municipal de Montilivi, el camp de futbol en el qual juga el Girona FC.[5]
- 20 de setembre: la sonda soviètica Lunik 16, primera nau no tripulada que alluna amb èxit damunt la superfície de la Lluna per recollir roques i dur-les a la Terra.[6]
- 10 d'octubre: Fiji s'independitza del Regne Unit.
- 15 d'octubre, Egipte: Anwar el-Sadat es converteix en el president del país com a successor del president assassinat Gamal Abdel Nasser.
- 13 de novembre, Síria: Després d'un cop d'estat, Hafez al-Àssad assumeix la presidència del país.
- 3-9 de desembre: Procés de Burgos
- 12-14 de desembre: Tancada d'intel·lectuals a Montserrat
- 10 de desembre:
  - Estocolm, els investigadors de la fusió nuclear i del ferromagnetisme Hannes Alfvén de Suècia i Louis Néel de França reben el Premi Nobel de Física.
  - Noruega: L'argentí Luis Leloir és guardonat amb el Premi Nobel de Química per les investigacions realitzades sobre l'interconversió d'hidrats de carboni simples en complexos. L'investigador agrònom nord-americà Norman Borlaug rep el Premi Nobel de la Pau pel desenvolupament en variacions de blat d'alta productivitat.
- 25 de desembre: Barcelona: Primer partit de futbol femení, al Camp Nou, dins d'un festival benèfic. Arbitrat per un presentador de ràdio i televisió, enfrontà les jugadores blaugranes sota el nom de Selecció Ciutat de Barcelona contra la UE Centelles.[7]
- Es funda l'empresa Cafès Unic
- Es planteja als Països Baixos l'Educació Matemàtica Realística
- Es funda l'Esbart Sant Jordi de Barcelona[8]

### Premis Nobel
| Camp                  | Guardonats                                      |
| --------------------- | ----------------------------------------------- |
| Física                | - Hannes Alfvén - Louis Néel                    |
| Química               | - Luis Federico Leloir                          |
| Medicina o Fisiologia | - Julius Axelrod - Ulf von Euler - Bernard Katz |
| Literatura            | - Aleksandr Soljenitsin                         |
| Pau                   | - Norman Borlaug                                |
| Economia              | - Paul Samuelson                                |

## Naixements
Països Catalans
- 1 de gener, Canes, França: Alícia Ramírez Gomis, actriu i presentadora de televisió valenciana.
- 8 de febrer, Mataró, Maresme: Care Santos, escriptora catalana.[9]
- 27 de febrer: Barcelona: Mònica Glaenzel, actriu catalana de teatre i televisió.[10]
- 26 de març, Lleida: Araceli Segarra, alpinista i model catalana. L'any 1996 fou la primera dona d'Espanya a assolir el cim de l'Everest.[11]
- 28 de març, Barcelona: Núria Ayala i Mitjavila, nedadora i entrenadora catalana, especialitzada en natació sincronitzada.[12]
- 31 de març, Celje, Eslovènia: Alenka Bratušek, llicenciada en Empresarials, ha estat primera ministra d'Eslovènia.[13]
- 8 d'abril, Lleida: Marta Camps i Torrens, llicenciada en geografia i història i política catalana, fou diputada al Parlament.[14]
- 11 d'abril, Barcelona: Mar Regueras, actriu de cinema, teatre i televisió catalana.
- 1 de maig, Xàtiva, Costera: Elies Barberà Bolinches, poeta i actor valencià.
- 6 de juny, Barcelona: Albert Ferrer i Llopis, entrenador i exjugador de futbol català.
- 21 de juny, Eivissa: Sofia Hernanz Costa, llicenciada en dret i política eivissenca, ha estat regidora i diputada.[15]
- 24 de juny,
  - Igualada, Anoia: David Fernández Ortiz, actor i humorista català.
  - Barcelona: Sílvia Bel i Busquet, actriu de teatre, cinema i televisió catalana.[16]
- 3 de juliol, Barcelona: Lolita Bosch, escriptora catalana.[17]
- 10 de juliol, Centelles: Maria Carme Sayós i Motilla, advocada i política catalana; ha estat regidora i diputada al Congrés dels Diputats.[18]
- 25 de juliol, Badalona: Jorge Javier Vázquez, periodista, presentador i productor català.
- 4 de setembre, Vitòria, País Basc: Koldo Álvarez, futbolista andorrà.
- 5 de setembre, Barcelona: Marta Bosch Jiménez, atleta especialitzada en curses de mig fons, campiona de Catalunya i d'Espanya.[19]
- 13 de setembre, Sóller: Antònia Arbona i Santamaria, escriptora i cantant mallorquina, investigadora literària i traductora.[20]
- 24 de setembre, La Riba, Alt Camp: Patrícia Gomà i Pons, advocada i política catalana.
- 25 de setembre, Barcelona: Elisabeth Maragall i Vergé, jugadora d'hoquei sobre herba, medalla d'or dels Jocs de Barcelona 1992.[21]
- 5 d'octubre, Barcelona: Laura Borràs, política catalana.
- 12 d'octubre, la Garriga, Vallès Oriental: Toni Jiménez, porter de futbol.
- 2 de novembre, Barcelona: Joel Joan, actor, guionista i director català.
- 20 de novembre, Barcelona: Eduard Farelo, actor, doblador i presentador català.
- 8 de desembre, Sant Boi de Llobregat: Magda Bandera, periodista i escriptora.[22]
- 17 de desembre, Barcelona: Sílvia Vidal i Martí, muntanyenca i alpinista catalana.[23]
- Castellbisbal: Albert Gusi, fotògraf català.
- Anna Roig Llabata, una il·lustradora i pintora valenciana.[24]
- Terrassa, Vallès Occidental: Ana Isabel Conejo, escriptora i traductora.[25]

Resta del món
- 24 de gener, Rosario, Argentina: Roberto Bonano, exfutbolista que jugava de porter.
- 11 de febrer, Rosario (Argentina): Jana Rodriguez Hertz, matemàtica, professora i investigadora argentina i uruguaiana.[26]
- 20 de febrer, Berlín Oriental: Julia Franck, escriptora.
- 27 de febrer, Montargis, Loiret: Patricia Petibon, soprano de coloratura francesa, intèrpret de música barroca francesa.[27]
- 1 de març, Ciutat de Mèxic: Marisela Morales Ibáñez, advocada, ha estat fiscal general de Mèxic, primera dona a ocupar el càrrec.[28]
- 7 de març, Londres, Anglaterra: Rachel Weisz, actriu i model britànica.[29]
- 16 de març, Jaca: María José Pueyo Bergua, esportista espanyola que ha competit en atletisme.[30]
- 29 de març, Pequín: Anna Louise Strong, escriptora, periodista i activista del segle xx (n. 1885).[31]
- 1 d'abril, Madrid: Sol Sánchez Maroto, política, activista i sociòloga espanyola.[32]
- 19 d'abril, Gijón, Espanya: Abelardo Fernández, jugador i entrenador de futbol.
- 25 d'abril, Rio de Janeiro: Adriana Lisboa, escriptora brasilera.>
- 26 d'abril, Belfast: Eva Maria Westbroek, soprano neerlandesa.[33]
- 28 d'abril, Buenos Aires, Argentina: Diego Simeone, jugador i entrenador de futbol argentí.
- 29 d'abril:
  - Boston, Massachusetts: Uma Thurman, actriu i model estatunidenca.
  - Las Vegas, Nevada: Andre Agassi, tennista estatunidenc.[34]
- 15 de maig, Hoorn, Països Baixos: Ronald de Boer i Frank de Boer, bessons, futbolistes professionals.
- 22 de maig, Londres, Anglaterra: Naomi Campbell, model britànica.[35]
- 24 de maig, Shanxi (Xina): Jia Zhangke (en xinès simplificat: 贾樟柯), productor, guionista i director de cinema xinés.[36]
- 3 de juny, 
  - Kuwait: Susan Abulhawa, escriptora estatunidenca d'origen palestí.[37]
  - Epe, Gelderland, Països Baixos: Esther Hart, cantant neerlandesa.[38]
- 4 de juny, Bormio, Itàlia: Deborah Compagnoni, esquiadora italiana guanyadora de quatre medalles olímpiques.[39]
- 12 de juny, Nova York: Claudia Gray, escriptora estatunidenca de literatura de ficció romàntica, traduïda al català.[40]
- 21 de juny, Nova York (Estats Units): Pete Rock, productor musical, DJ i raper.[41]
- 23 de juny, Brest, França: Yann Tiersen, cantautor i compositor de cinema francès.[42]
- 18 de juliol, Madrid: Isabel Ambrosio, política espanyola que ha estat alcaldessa de la ciutat de Còrdova.[43]
- 19 de juliol, Irvine: Nicola Sturgeon, política escocesa, primera ministra d'Escòcia des de 2014, líder del Partit Nacional Escocès.[44]
- 1 d'agost, El Ejido: Helena Maleno Garzón, periodista, activista, investigadora, documentalista i escriptora espanyola.[45]
- 10 d'agost, Nampula: Stella Mendonça, cantant soprano d'òpera moçambiquesa especialista en el repertori bel canto.[46]
- 12 d'agost, Marbella, Màlaga, Andalusia: Mariola Fuentes, actriu espanyola.[47]
- 16 d'agost, Katmandú, Nepal: Manisha Koirala, actriu indonepalesa que treballa en el cinema indi.[48]
- 20 d'agost, Roma: Michela Marzano, filòsofa francoitaliana contemporània.[49]

- 31 d'agost, 
  - Al-Kuwait, Kuwait: Rània de Jordània, reina de Jordània, esposa del rei de Jordània, Abdallah II.[50]
  - Brooklyn, Nova York, EUA: Debbie Gibson, cantant Estatunidenca.
- 25 de setembre, Salamanca: Susana Marcos, física espanyola especialitzada en òptica aplicada a la visió humana.[51]
- 2 d'octubre, Madrid, Espanya: Maribel Verdú, actriu espanyola.[52]
- 8 d'octubre, Cambridge (Massachusetts), EUA: Matt Damon, actor i guionistaestatunidenc.[53]
- 22 d'octubre, Suècia: Edward Blom, arxivista, historiador i escriptor
- 4 de novembre, Uppsala, Suècia: Malena Ernman, cantant lírica sueca, mare de l'activista mediambiental Greta Thunberg.[54]
- 18 de novembre, 
  - Syracuse, Nova York: Megyn Kelly, periodista estatunidenca.[55]
  - Sydney: Peta Gia Wilson, actriu, dissenyadora de llenceria i model australiana, coneguda pel seu paper com a Nikita.[56]
- 24 de novembre, Long Beach, Califòrnia: Julieta Venegas, cantant mexicana.
- 3 de desembre, Woodstock, Nova York: Amy Helm, cantautora nord-americana.[57]
- 6 de desembre, Beirut: Joumana Haddad, escriptora, periodista, poetessa, artista i activista libanesa.[58]
- 9 de desembre, Boulogne-Billancourt, Alts del Sena: Anna Gavalda, novel·lista francesa.[59]
- 12 de desembre:
  - Catskill Mountains, Nova York: Jennifer Connelly, actriu.[60]
  - Kenya: Wilson Kipketer, atleta de mitjana distància kenyà.
- 13 de desembre, Kirchdorf an der Krems, Àustria: Gerlinde Kaltenbrunner, alpinista que ha fet els 14 cims de 8.000 m. del món.[61]
- 14 de desembre, Varsòvia: Anna Maria Jopek, cantant de jazz i pop polonesa, la gran veu del jazz actual a Polònia.[62]
- 16 de desembre: Valerie Chow, actriu xinesa
- 28 de desembre, Haarlem, Països Baixos: Brenda Schultz-McCarthy, tennista professional neerlandesa.[63]
- Dublín: Jody Byrne, traductòleg i traductor.

## Necrològiques
Països Catalans
- 12 de gener, Barcelona: Josep Gaspar i Serra, operador i director cinematogràfic català.
- 19 de gener, Mèxic, a l'exiliː Llibertat Ródenas, sindicalista valenciana d'ideologia anarquista (n. 1892).[64]
- 14 de febrer, Cornellà de Llobregat: Maria Miret i Furné, vidriera artística i soprano.[65]
- 23 de febrer, Barcelona: Mercè Serós i Ballester, cupletista catalana (n. 1900).[66]
- 23 d'abril, Barcelona: Ignàsia Salvans i Casas, metgessa especialitzada en ginecologia i farmacèutica (n. 1904).[67]
- 29 d'abril, Barcelona: Margarida Orfila Tudurí, compositora, pianista i professora de música menorquina (n. 1889).[68]
- 2 de juny, València: Lucía Sánchez Saornil, poeta ultraïsta, militant anarquista i feminista; cofundadora de Mujeres Libres i en fou la secretària nacional (n. Madrid, 1895).[69]
- 4 de juny, Brussel·les, Bèlgica): Josep Carner, escriptor en català, màxim representant de la poesia noucentista.
- 17 de juny, Barcelona: Josep de Togores i Llach, pintor (n. 1893).[70]
- 2 de setembre, Milà: Mercè Llopart, soprano i mestra de cant catalana (n. 1895).[71]
- 18 de setembre, Barcelona: Eduard Fontserè i Riba, meteoròleg i sismòleg català (100 anys).
- 29 de setembre, París: Nina Ricci, dissenyadora i modista francoitaliana.[72]
- 6 d'octubre, San Cristóbal de la Laguna, Tenerife: Anna Rebeca Mezquita Almer, poetessa valenciana (n. 1890).[73]
- 28 d'octubre, València: Eduard López-Chávarri i Marco, compositor, escriptor i teòric musical valencià (99 anys).
- Barcelona: Joan Draper i Fossas, dramaturg, poeta i periodista català, director i fundador de la revista L'Avenir i director de la revista Bella Terra (1923-27).
- Vic: Salvador Puntí i Puntí, escultor

Resta del món
- 20 de gener - Roma: Caresse Crosby, dissenyadora del sostenidor modern (n. 1892).[74]

- 25 de gener, París: Jeanne-Marie Berthier, de nom artístic Jane Bathori, soprano francesa (n. 1877).[75]
- 27 de gener, Viena: Marietta Blau, física austríaca, especialista en la física de partícules.[76]
- 2 de febrer, Penrhyndendraeth, País de Gal·les: Bertrand Russell, matemàtic i filòsof, Premi Nobel de Literatura de 1950 (97 anys).
- 5 de febrer, Amsterdam: Jacoba Surie, aquarel·lista, artista gràfic, dibuixant, litògrafa i pintora neerlandesa (n. 1879).[77]
- 6 de febrer, Madrid: Gloria Giner de los Ríos, professora espanyola de la Institució Lliure d'Ensenyament (n.1886).[78]
- 16 de febrer, Nova York (EUA): Francis Peyton Rous, patòleg estatunidenc, Premi Nobel de Medicina o Fisiologia del 1966 (n. 1879).
- 17 de febrer, Jerusalem: Xemuel Yossef Agnon, escriptor israelià, Premi Nobel de Literatura de l'any 1966 (n. 1888).
- 29 de març, Wimbledon (Anglaterra): Vera Brittain, escriptora, feminista i pacifista anglesa (n. 1893).[79]
- 11 d'abril: Victor Carton Vidal, polític irlandès.[80]
- 20 d'abril, París, (França): Paul Celan, poeta en alemany nascut a Romania (n. 1920).[81]
- 12 de maig, Estocolm (Suècia): Nelly Sachs, escriptora alemanya, Premi Nobel de Literatura de l'any 1966 (n. 1891).[82]
- 22 de maig, Daytona Beach, Florida: Delia Akeley, exploradora estatunidenca (m. 1869).[83]
- 29 de maig, Nova York, EUA: Eva Hesse, pintora, escultora i artista tèxtil, pionera en l'ús d'alguns materials (n. 1936).[84]
- 8 de juny, Stuttgart: Ida Kerkovius, pintora, teixidora de tapissos i vitrallera alemanya.[85]
- 11 de juny, Nova York (EUA): Aleksandr Kérenski (en rus Алекса́ндр Ке́ренский), advocat de professió, fou un líder revolucionari rus que tingué un paper primordial en el derrocament del règim tsarista de Rússia (n. 1881).[86]
- 16 de juny, Saint-Arnoult-en-Yvelines, França: Elsa Triolet, escriptora, traductora francesa d'origen rus. Premi Goncourt 1944 (n.1896).[87]
- 21 de juny - Jakarta (Indonèsia): Sukarno, president d'Indonèsia (n. 1901).[86]
- 24 de juny - Ciutat de Mèxic: Pilar de Zubiaurre, intel·lectual, escriptora, pianista i marxant d'art vasca (n. 1884).[88]
- 6 de juliol - Palm Springs, Califòrnia, Estats Units: Marjorie Rambeau, actriu estatunidenca.[89]
- 13 de juliol - Multan, Panjab, Pakistan: Klara Milch, nedadora austríaca jueva, medallista als Jocs Olímpics de 1912.[90]
- 1 d'agost, Berlín (Alemanya): Otto Heinrich Warburg, bioquímic i metge alemany, Premi Nobel de Medicina o Fisiologia de l'any 1931 (n. 1883).[91]
- 18 d'agost, Lisboa: Soledad Miranda, actriu andalusa que destacà durant la dècada dels seixanta (n. 1943).[92]
- 1 de setembre, París (França): François Mauriac, escriptor francès, Premi Nobel de Literatura de l'any 1952 (n. 1885).[93]
- 5 de setembre, Monza, Itàlia: Jochen Rindt, pilot de F1, Únic pilot que va guanyar el campionat a títol pòstum.
- 18 de setembre, Londres, Anglaterra): Jimi Hendrix, guitarrista nord-americà (n. 1942).[94]
- 22 de setembre, Bratislava, Txecoslovàquia: Janko Alexy, pintor i escriptor eslovac.
- 28 de setembre, Baltimore, Maryland: John Dos Passos, novel·lista i periodista nord-americà (n. 1896).
- 4 d'octubre, Los Angeles, Estats Units d'Amèrica: Janis Joplin, cantant estatunidenca de rock and roll i blues (n. 1943).[95]
- 9 d'octubre, Hollywood: Earl Baldwin, guionista i productor de cinema estatunidenc.
- 17 d'octubre, Pamplona: Rosa Oteiza, model del monument dels Furs de Navarra (n. 1883).[96]
- 3 de novembre, Syracuse: Jeanette J. Epps, enginyera aeroespacial i astronauta de la NASA.
- 21 de novembre, Bangalore, Karnataka (Índia): Chandrasekhara Raman, físic indi, Premi Nobel de Física de 1930 (n. 1888).
- 30 de novembre, París: Nina Ricci, dissenyadora i modista francoitaliana.[72]
- 1 de desembre, San Francisco, Califòrnia: Ruth Law Oliver, pionera de l'aviació estatunidenca (n. 1887).[97]
- 7 de desembre, Sevilla, Província de Sevilla, Espanya: Norberto Almandoz Mendizabal, sacerdot, compositor, organista i musicòleg basc (77 anys).
- 30 de desembre, Rochester (Nova York), Estats Units: José Justiniani Echániz, pianista cubà instal·lat als Estats Units (65 anys).